# 梅氏條鰍
梅氏條鰍（學名：Nemacheilus menoni）為輻鰭魚綱鯉形目條鰍科條鰍屬的其中一種。被IUCN列為易危保育類動物，分布於亞洲印度淡水流域，棲息在河川底層水域，生活習性不明。

## 扩展阅读
維基物種上的相關：梅氏條鰍